# 3. deild Wysp Owczych (1993)
W roku 1993 odbyła się 17. edycja 3. deild Wysp Owczych – trzeciej ligi piłki nożnej Wysp Owczych. W rozgrywkach brało udział 10 klubów z całego archipelagu. Kluby z pierwszego i drugiego miejsca awansowały do 2. deild. W sezonie 1993 były to: HB II Tórshavn oraz NSÍ II Runavík. Dwa kluby z ostatnich miejsc spadały do 4. deild, jednak w roku 1993 był to jedynie Æsir Vestmanna z miejsca dziewiątego.

## Uczestnicy
| Uczestnicy 3. deild Wysp Owczych 1992                                                                         | Uczestnicy 3. deild Wysp Owczych 1992 | Uczestnicy 3. deild Wysp Owczych 1992 | Uczestnicy 3. deild Wysp Owczych 1992 |
| --- | ------------------------------------- | ------------------------------------- | ------------------------------------- |
| NSÍII | NSÍ II Runavík                        | 2                                     |                                       |
| GÍ II | GÍ II Gøta                            | 4                                     |                                       |
| TB II | TB II Tvøroyri                        | 5                                     |                                       |
| KÍ III | KÍ III Klaksvík                       | 7                                     |                                       |
| B36II | B36 II Tórshavn                       | 8                                     |                                       |
| ÍF II | ÍF II Fuglafjørður                    | 9                                     |                                       |
| Nowi uczestnicy                                                                                               |                                       |                                       |                                       |
| EBSII | EB/Streymur II                        |                                       |                                       |
| Spadek z 2. deild Wysp Owczych 1992                                                                           |                                       |                                       |                                       |
| HBII | HB II Tórshavn                        | 9                                     |                                       |
| Awans z 4. deild Wysp Owczych 1992                                                                            |                                       |                                       |                                       |
| Æsir | Æsir Vestmanna                        |                                       |                                       |
| VB II | VB II Vágur                           |                                       |                                       |
| Oznaczenia: - kolumna pierwsza – skróty nazw drużyn, - kolumna trzecia – miejsce zajęte w poprzednim sezonie. |                                       |                                       |                                       |

## Tabela ligowa
| Lp. | Drużyna                | M  | Z  | R | P  | Bramki | Bramki | Różn. | Pkt | Uwagi              |
| --- | ---------------------- | -- | -- | - | -- | ------ | ------ | ----- | --- | ------------------ |
| 1   | HB II Tórshavn (M) (A) | 18 | 13 | 3 | 2  | 73     | 30     | +43   | 29  | Awans do 2. deild  |
| 2   | NSÍ II Runavík (A)     | 18 | 10 | 5 | 3  | 45     | 25     | +20   | 25  | Awans do 2. deild  |
| 3   | ÍF II Fuglafjørður     | 18 | 10 | 3 | 5  | 42     | 39     | +3    | 23  |                    |
| 4   | TB II Tvøroyri         | 18 | 9  | 1 | 8  | 47     | 39     | +8    | 19  |                    |
| 5   | KÍ III Klaksvík        | 18 | 7  | 2 | 9  | 44     | 51     | −7    | 16  |                    |
| 6   | GÍ II Gøta             | 18 | 5  | 5 | 8  | 44     | 39     | +5    | 15  |                    |
| 7   | B36 II Tórshavn        | 18 | 4  | 6 | 8  | 30     | 31     | −1    | 14  |                    |
| 8   | EB/Streymur II         | 18 | 5  | 3 | 10 | 26     | 46     | −20   | 13  |                    |
| 9   | Æsir Vestmanna (S)     | 18 | 6  | 1 | 11 | 29     | 51     | −22   | 13  | Spadek do 4. deild |
| 10  | VB II Vágur            | 18 | 6  | 1 | 11 | 35     | 64     | −29   | 13  |                    |